# Colosseum (biograf)
 Denne artikel omhandler en biograf. Opslagsordet har også en anden betydning, se Colosseum.
Colosseum var en biograf på Jagtvej ved Nørrebros Runddel i København. Oprindeligt var det meningen, at biografen skulle være opført i tilknytning til Folkets Hus med åbning i 1923, men da det ikke lod sig gøre, blev den bygget på en større grund ved siden af.
Med plads til 1.000 publikummer var Colosseum Københavns tredjestørste biograf og brokvarterernes første luksus- og mammutbiograf. Åbningsforestillingen fandt sted Anden Juledag 1924 med stumfilmen Signaltaarnet (The Signal Tower, 1924).
De første bevillingshavere var teatermanden Jacob Jacobsen og forfatteren Carl Ludvig Emil Jensen. Efter C.E. Jensens død i 1927 ledte Jacobsen biografen med Skuespillerforeningen af 1879 som medbevillingshaver. Da denne ordning i medfør af bestemmelser biografloven af 1933 ikke kunne fortsættes, videredrev han den alene mod betalingen af en årlig afgift til foreningen.
I 1929 anskaffede Colosseum som en af de første danske biografer et lydfilmanlæg og der var stor publikumstilstrømning til visningen af Al Jolson-filmen The Singing Fool (1928).
Under den tyske besættelse af Danmark måtte Jacobsen efter pres fra Justitsministeriet og værnemagten vise film for tyske soldater, hvilket i juli 1943 medførte en sabotageaktion mod biografen, der måtte holde lukket i flere uger.
Efter Jacobsens død overgik bevillingen i 1956 til Fleming Lynge, som drev Colosseum frem til sin død. Da bevillingssystemets ophævelse med filmloven af 1972 gav mulighed herfor, blev biografen i 1971 købt af Gunnar Obel. I 1973 købte Palladium biografen og drev den med Frederik Sundram som leder frem til 1978. I 1980 videreførtes driften, efter en ombygning til tre sale, med Henry Fussing og Jytte Fussing som forpagtere. Sidste forestilling var i 1983, hvor Colosseum havde udviklet sig til en ren pornobiograf.
Bygningen brændte i 1986 og blev siden overtaget af et ALDI-supermarked.

## Direktører
- 1924-1927: Jacob Jacobsen og Carl Ludvig Emil Jensen
- 1927-1955: Jacob Jacobsen
- 1956-1970: Fleming Lynge
- 1971-1973: Gunnar Obel
- 1973-1978: Frederik Sundram for Palladium
- 1980-1983: Henry og Jytte Fussing